# Discozantaena sequentia
Discozantaena sequentia är en skalbaggsart som beskrevs av Perkins 2005. Discozantaena sequentia ingår i släktet Discozantaena och familjen vattenbrynsbaggar. Inga underarter finns listade i Catalogue of Life.